# Czesław Burski
Czesław Stanisław Burski (ur. 9 listopada 1919 w Businie w pow. Sieradz, zm. 19 lipca 1976) – polski rolnik i polityk, poseł na Sejm PRL III, IV i VII kadencji z ramienia Zjednoczonego Stronnictwa Ludowego.

## Życiorys
Syn Józefa, pochodził z rodziny chłopskiej. Rok po jego urodzeniu rodzice przenieśli się do Podgórza, gdzie prowadzili 8-hektarowe gospodarstwo. Czesław Burski uczęszczał do szkoły powszechnej w Bałdrzychowie; ukończył 4 klasy, potem uzupełniał wiedzę jako samouk. Należał do Związku Młodzieży Wiejskiej RP „Wici”, uczestniczył w strajku wiejskim w powiecie łęczyckim w 1937. W czasie II wojny światowej został wysiedlony do powiatu brzezińskiego, gdzie pracował jako robotnik. Był członkiem Batalionów Chłopskich.
Po wojnie powrócił do Bałdrzychowa, gdzie pracował w gospodarstwie rodziców, potem we własnym gospodarstwie. Działał w organizacjach społecznych i politycznych, był m.in. prezesem koła ZMW RP „Wici” w Bałdrzychowie, działaczem Związku Młodzieży Wiejskiej, Kółek Rolniczych i Ochotniczej Straży Pożarnej. Od 1953 należał do Zjednoczonego Stronnictwa Ludowego; wchodził w skład prezydium Komitetu Wojewódzkiego w Łodzi (był m.in. wiceprezesem) oraz pełnił funkcję prezesa Powiatowego Komitetu w Poddębicach. Od 1959 był członkiem Naczelnego Komitetu ZSL, w latach 1961–1969 i przez kilka miesięcy w 1976 pełnił mandat poselski. Zasiadał też w Gromadzkiej, Powiatowej i Wojewódzkiej Radzie Narodowej.
Został odznaczony Srebrnym (1955) i Złotym Krzyżem Zasługi oraz Krzyżem Kawalerskim Orderu Odrodzenia Polski.